# Julius Pintsch

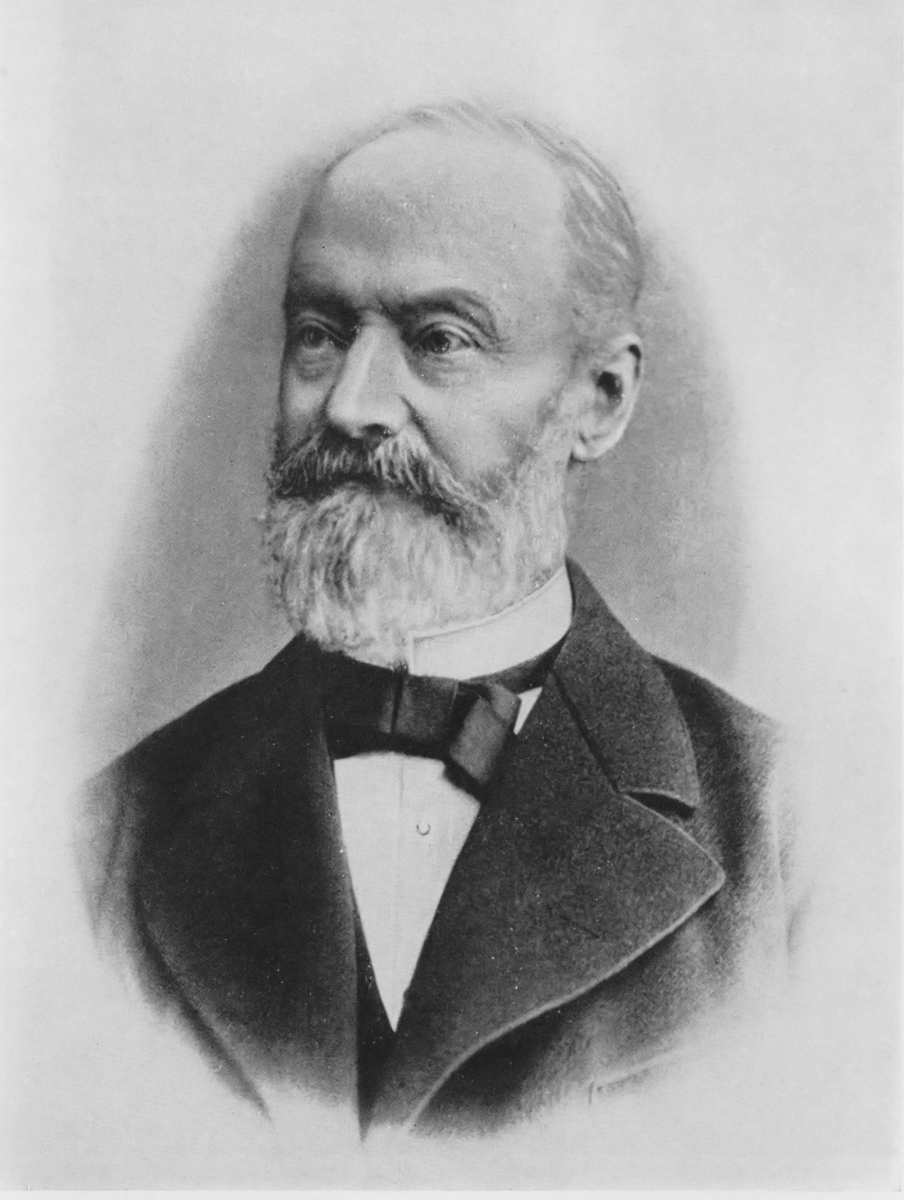
Julius Pintsch (1815–1884)

Julius Carl Friedrich Pintsch (* 6. Januar 1815 in Berlin; † 20. Januar 1884 in Fürstenwalde) war ein deutscher Klempnermeister und Unternehmer. Nach ihm sind das Pintsch-Gas-System und die Pintsch-Boje benannt.

## Ausbildung und Selbstständigkeit
Julius Pintsch absolvierte bis 1833 eine Klempnerlehre. Als Geselle ging er nach altem Brauch auf die Wanderschaft und war drei Jahre in Dresden tätig. Wieder zu Hause in Berlin, arbeitete Pintsch fünf Jahre lang bei der Firma Koeppen & Wenke, einer Lampen- und Lackierwarenfabrik. Er legte in dieser Zeit die Meisterprüfung bei der Berliner Klempner-Innung ab und gründete am 26. April 1843 am Stralauer Platz 4 in Berlin-Friedrichshain in einem Kellerraum seine eigene kleine Werkstatt.
Die Stadt Berlin hatte sich zu der Zeit entschlossen, eine eigene Gasversorgung speziell für die Straßenbeleuchtung aufzubauen, und errichtete dafür eine weitere Gasanstalt am Stralauer Platz, also ganz in der Nähe der Werkstatt von Julius Pintsch. In der Folge erhielt er von den Berliner Gaswerken (GASAG) Reparaturaufträge und kam auf diese Weise frühzeitig mit der Gastechnik in Berührung. Viele der bis dahin teuer aus England eingeführten Gerätschaften waren reparaturanfällig, sodass für Julius Pintsch der Gedanke nahe lag, bessere Armaturen und Apparate zu produzieren. Im Jahr 1847 stellte er einen sorgfältig gebauten Gasmesser eigener Konstruktion vor.

## Aufstieg zum Industriellen

### Von der Mitte des 19. Jahrhunderts bis zum Tod des Firmengründers
Im Jahr 1848 erwarb Julius Pintsch das Haus Stralauer Platz 6/7 und ließ eine Fabrik errichten, in welcher die neuen Messgeräte serienmäßig produziert werden konnten. Jedoch dauerte es noch mehrere Jahre, bis ihm der Berliner Magistrat 1851 einen Auftrag über 50 Gasmesser erteilte. Die überlegene Qualität dieser Geräte führte dann zu weiteren Bestellungen aus anderen Städten und sogar aus dem Ausland. Der Bedarf war immens, weil Gasmesser eine notwendige Voraussetzung für die Installation von Gasbeleuchtung in Privathäusern waren.
Die Auftragslage entwickelte sich in den folgenden Jahren derart positiv, dass Pintsch 1863 eine Fabrik in der Andreasstraße 73 eröffnen konnte. Er firmierte nun unter Fabrikant für Gasmesser und Gasapparate, außerdem hatte sich im gleichen Haus in der zweiten Etage sein Bruder Richard Pintsch als weiterer Produzent von Gasmessern eingerichtet. und beschäftigte zunächst 60 Arbeiter. Mit diesem Erweiterungsbau legte Julius Pintsch den Grundstein für den steilen Aufstieg des Unternehmens. Zur besseren Versorgung der Abnehmer in den deutschen Provinzen wurden in den Jahren 1866 in Dresden und 1867 in Breslau Filialen eingerichtet. Ab 1867/1868 produzierte Julius Pintsch sogar Unterwasser-Minen. In der Andreasstraße 71–73 in Berlin entstand ein fünfgeschossiges Verwaltungs- und Produktionsgebäude.
Die fortschreitende Verbreitung der Gasbeleuchtung ließ schon bald den Gedanken aufkommen, diese Beleuchtungsform als Ersatz für die bis dato vorhandenen Paraffin- oder Stearinkerzen sowie den Rüböllampen in Eisenbahnwagen zu verwenden. Nach vielen Versuchen gelang es der Fa. Julius Pintsch ein aus tierischen und pflanzlichen Fetten hergestelltes Ölgas herzustellen, welches ein geeignetes Leuchtmittel darstellte. Ohne Einbußen seiner Leuchtkraft konnte das Ölgas gepresst werden, um so eine ausreichende Versorgung auf Basis der verhältnismäßig kleinen Vorratsbehälter zu erhalten. Ein zusätzlicher Vorteil des Ölgases war, dass eine damit genährte Flamme nur die Hälfte des Gases wie eine Kohlengasflamme benötigte. Die ersten Versuche fanden Ende der 1860er Jahre statt. Auf Grund des Krieges 1870/71 mussten sie aber unterbrochen werden. Nachdem die Gasbehälter, Rohrleitungen und insbesondere die Druckregler anders konstruiert worden waren, entsprachen sie den Anforderungen an den harten Einsatzalltag und wurden 1871 als erste in den Wagen der Niederschlesisch-Märkischen Eisenbahn installiert. Die Produktion von Gasbeleuchtungen in Eisenbahnwaggons fand 1924 durch den Eisenbahnunfall von Bellinzona ein jähes Ende. Hier verbrannten 15 Reisende in einem mit Pintsch-Produkten ausgerüsteten Zug. – Im Lauf der gesamten Produktentwicklungen entstanden einige wichtige Patente in Bezug auf Gasbeleuchtung in Eisenbahnwagen.
Auch Dampfheizungsanlagen für Eisenbahnwaggons und – einzig in Europa – Gasglühlichtbrenner wurden produziert. Um die zunehmende Zahl von Großaufträgen bewältigen zu können, wurde in der Andreasstraße das Nachbargrundstück und die daneben liegenden Stadtbahnbögen mit einbezogen und schließlich 1872 zunächst ein Zweigwerk in Fürstenwalde erbaut. Im Jahr 1890 wurde dieses Werk um die Glühlampenfabrik Gebrüder Pintsch erweitert; die 1936 ca. 12.000 Mitarbeiter hatte.
Im Jahr 1884 eröffnete die Familie noch eine Filialfabrik in Frankfurt-Bockenheim.
Ein weiterer wichtiger Produktionszweig waren mit Gaslicht beleuchtete Bojen. 1877 wurde die erste Pintsch-Leuchtboje in der Kronstädter Bucht ausgelegt. Im Jahr 1908 gab es 2396 sogenannte „Pintsch-Bojen“ an den Küsten und Wasserstraßen aller Weltmeere. Auch der Suezkanal wurde erstmals mit 105 Pintsch-Bojen gesichert, sodass die Durchfahrt auch nachts möglich war.

### Von 1884 bis 1945
Julius Pintschs Söhne Richard (1840–1919), Oskar (1844–1912), Julius (1847–1912) und Albert (1858–1920) führten den Familienbetrieb nach seinem Tode ab 1884 fort. Das Privatunternehmen überstand die Börsenkrise der Rezessionsjahre 1873 bis 1895 unbeschadet, und 1907 wurden die Firmen in Berlin, Fürstenwalde und Frankfurt in eine Aktiengesellschaft, die Julius Pintsch AG, mit einem Stammkapital von 18 Millionen Mark umgewandelt. Ein Pintsch-Werk in Österreich produzierte Flugzeuge. Die bekannteste Maschine war die Julius Pintsch A.G. Wien SCHWALBE II; sie flog in der Zwischenkriegszeit bei den österreichischen Luftstreitkräften mit dem Kennzeichen „OE-TAA“. Laut dem American Jewish Committee beschäftigte das Unternehmen während des Nationalsozialismus Zwangsarbeiter.

### Weiterführung von Teilen des Unternehmens
Im 21. Jahrhundert gibt es die PINTSCH ABEN B.V. als Nachfolgeunternehmen, eines der führenden Hersteller von Weichenheizungen und Sicherheits-Systemen im Bereich maritime Verkehrstechnik. 1994 wurde sie gegründet von der PINTSCH BAMAG Antriebs- und Verkehrstechnik GmbH, Dinslaken und der SINUS ABEN B.V., Zeist. Das Unternehmen hat seinen Hauptsitz in Maarssen, Niederlande, mit einer Niederlassung in Dinslaken.

### Beispiele von Erzeugnissen der Julius Pintsch Aktiengesellschaft

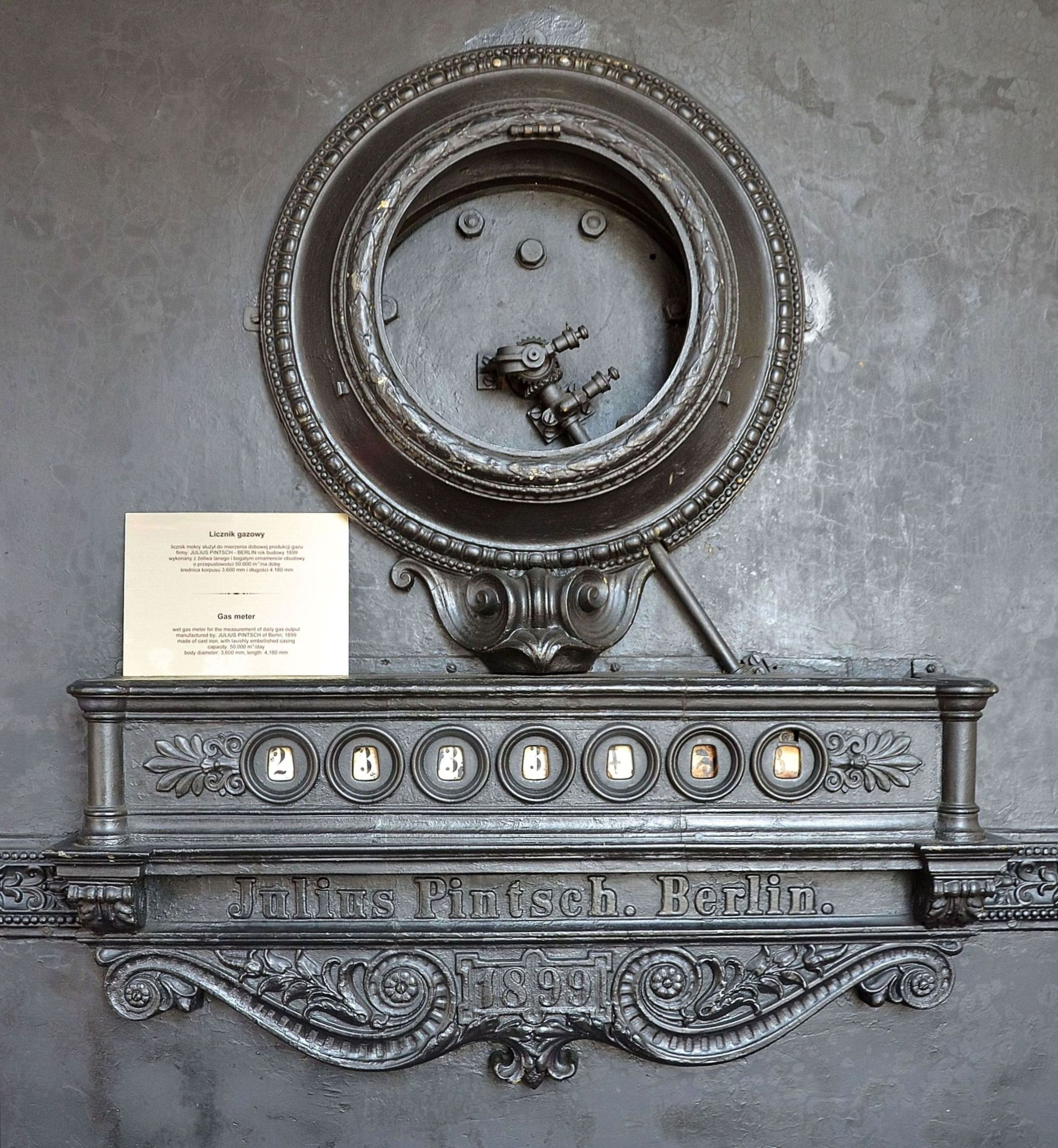
Original Gasmesser von 1899, Hersteller Julius Pintsch AG Berlin im Gas Museum von Warschau
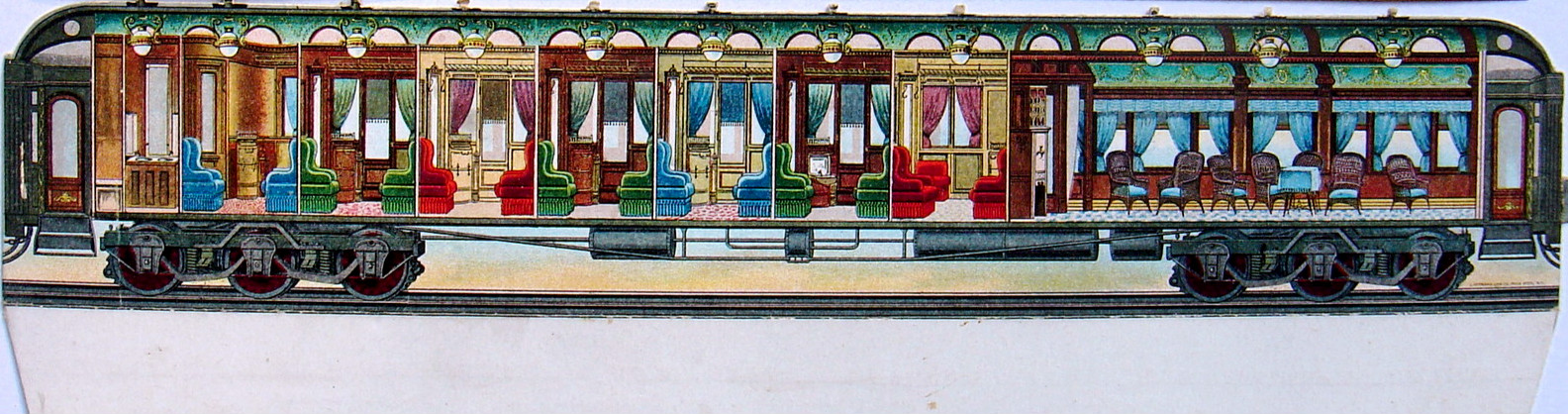
Zeichnung des Eisenbahnwaggons von 1895 mit Gasbeleuchtung von Julius Pintsch
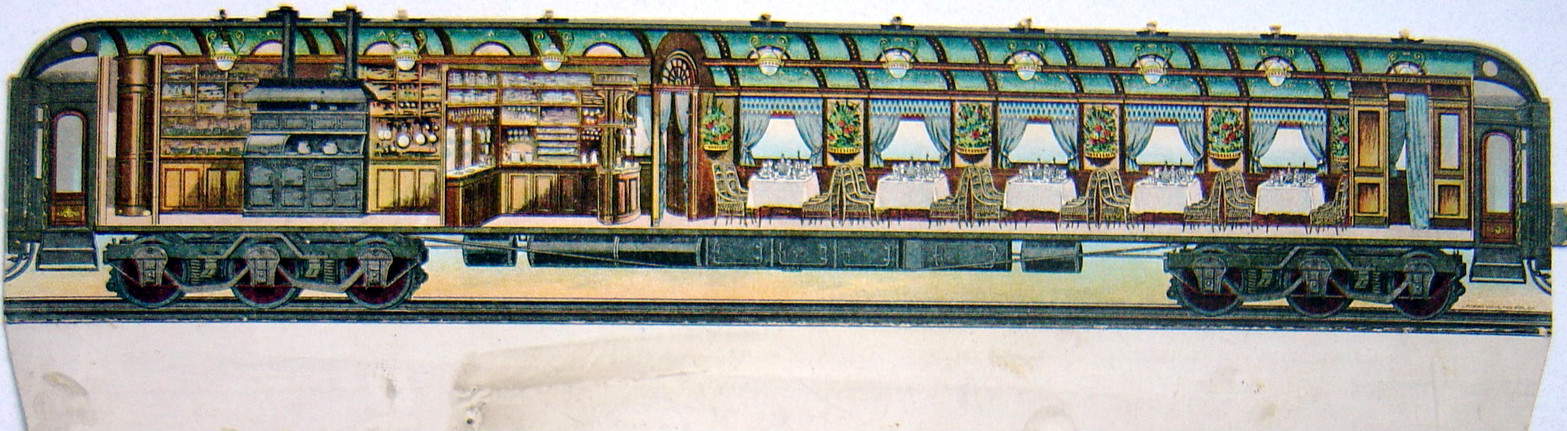
Zeichnung des Speisewaggons von 1895 mit Gasbeleuchtung von Julius Pintsch
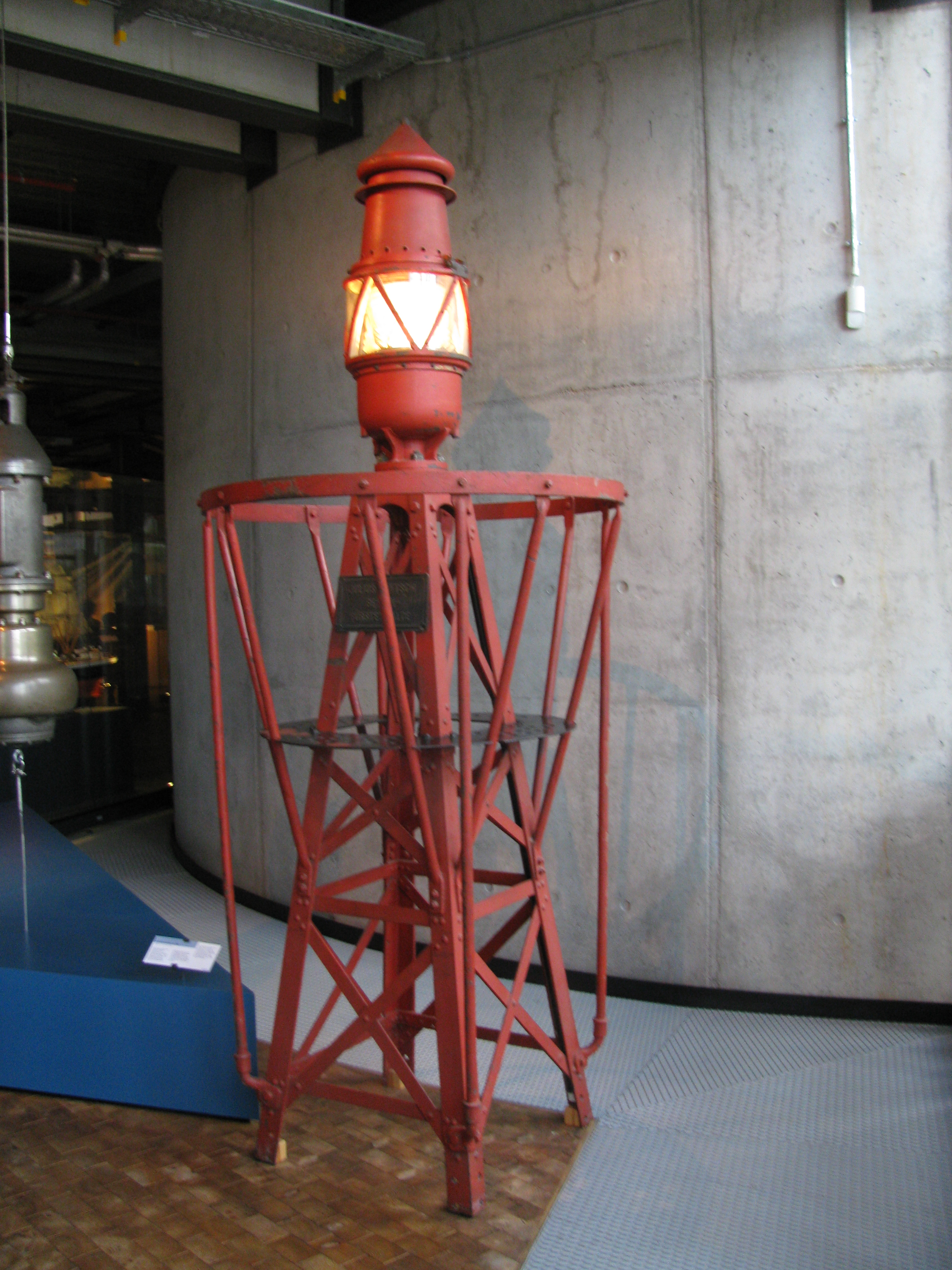
Leuchttonnenaufbau der Firma Julius Pintsch, Berlin-Fürstenwalde. Deutsches Technikmuseum Berlin
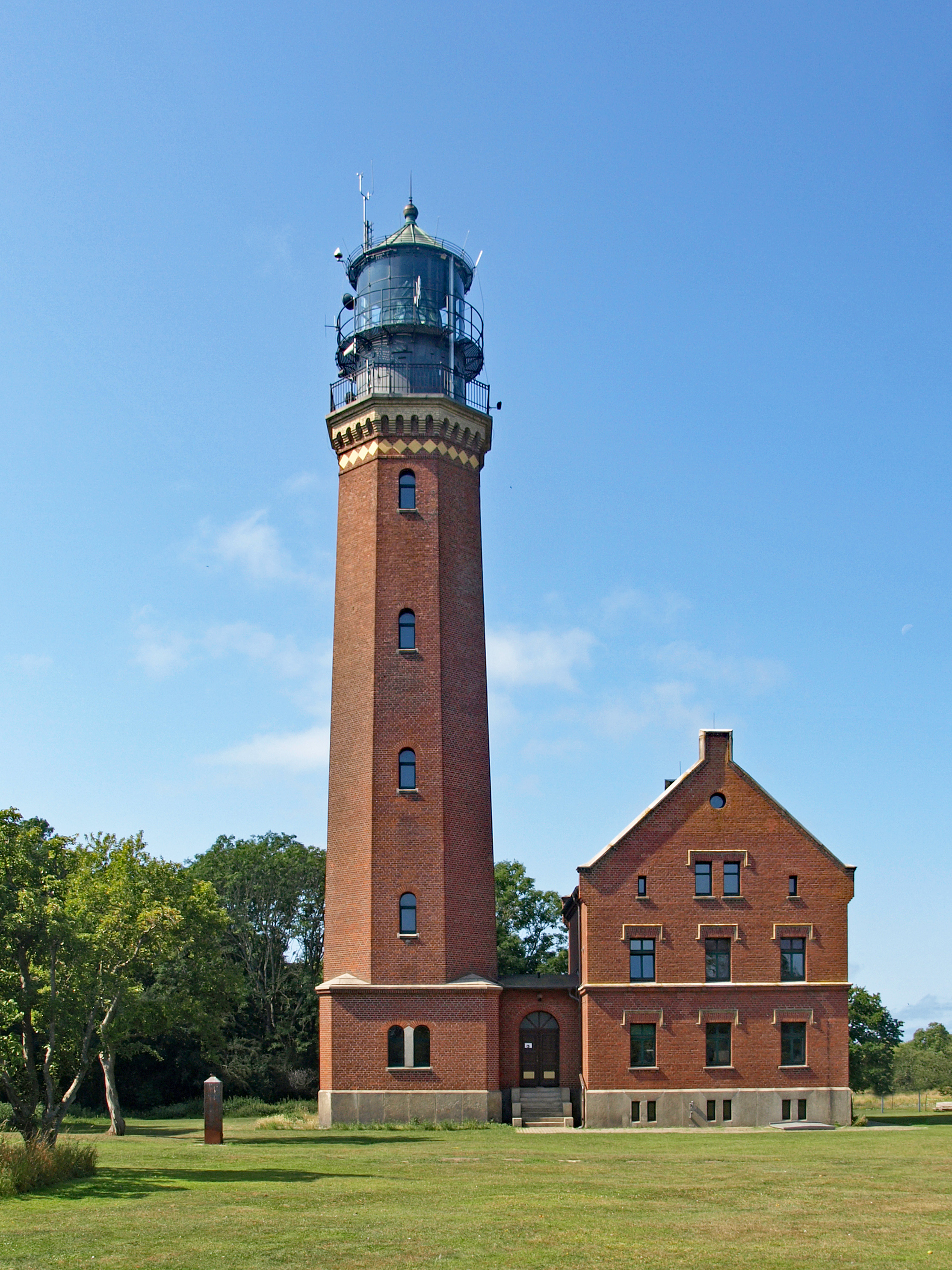
Auf der Insel Greifswalder Oie steht der lichtstärkste Leuchtturm von Mecklenburg-Vorpommern. Er erhielt 1911–1914 ein neues Laternenhaus von Pintsch.

## Geschichte der Gebäude
Am Giebel des Verwaltungsgebäudes in der Andreasstraße ließ Pintsch zu Beginn des 20. Jahrhunderts auf einer geschwärzten Fassade einen mehrere Quadratmeter großen weißen Schriftzug Julius Pintsch Aktiengesellschaft aufbringen, der von der nahe vorbeiführenden Eisenbahnstrecke gut erkennbar war. Diese Hauswerbung ist bis in die späten 2010er Jahre erhalten.
Nach dem Ende des Zweiten Weltkriegs erfolgte eine Enteignung der Fa. Julius Pintsch und in die Gebäude zog ab 1950 der VEB Fahrzeugausrüstung Berlin. Nun entstanden in den Produktionshallen Ausrüstungen für Schienenfahrzeuge. Seit 1997 ist das denkmalgeschützte Gebäude ungenutzt.
Im Jahr 2018 fand sich ein Käufer für die Immobilie, der sie zu einem Büro- und Geschäftshaus umbauen wird.

## Familie

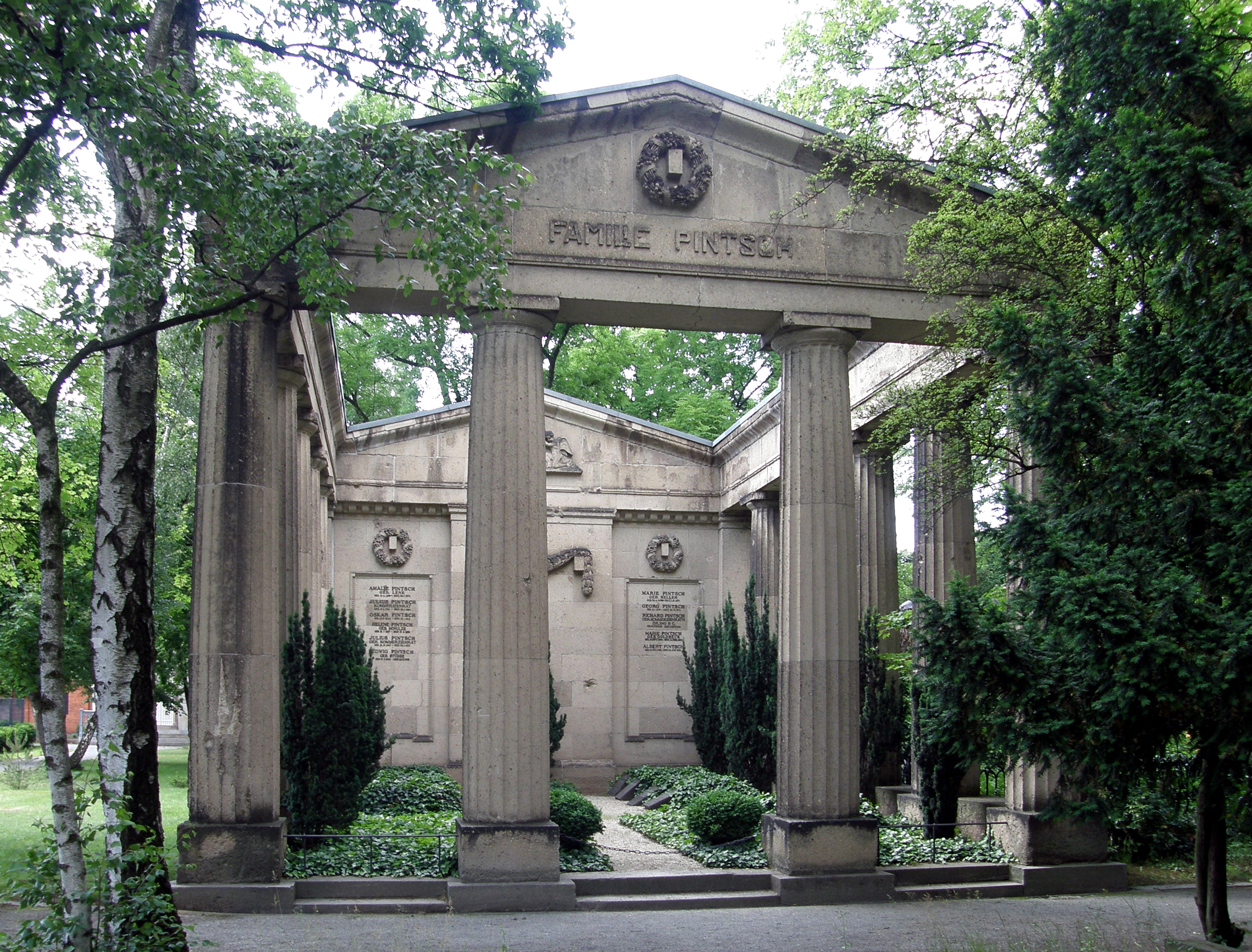
Familiengrab Pintsch in Berlin

Julius Pintschs zweiter Sohn Oskar und dessen Ehefrau Helene Pintsch (1857–1923) stifteten 1905 den Krüppelkinder-Heil- und Fürsorge-Verein für Berlin-Brandenburg, der 1914 in Berlin-Zehlendorf das Oskar-Helene-Heim für Heilung und Erziehung gebrechlicher Kinder eröffnete. Bis zu dessen Zusammenlegung mit dem Behring-Krankenhaus hat es fast 100 Jahre als Krankenhaus gedient.
Die Familie Pintsch hat auf dem St.-Georgenfriedhof an der Greifswalder Straße im Berliner Ortsteil Prenzlauer Berg einen imposanten dorischen Tempel als Grabmal errichten lassen.

## Ehrungen

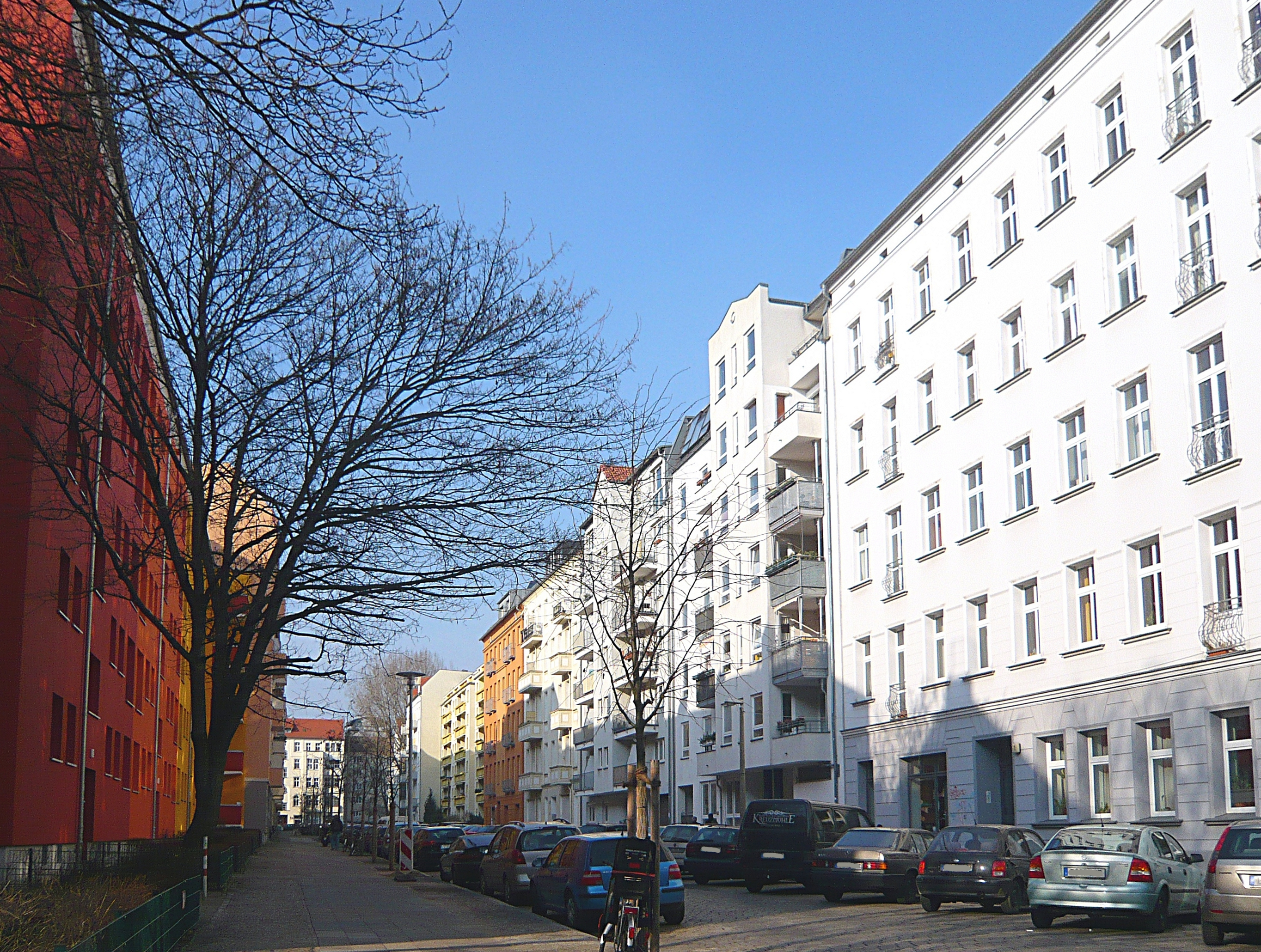
Pintschstraße in Berlin-Friedrichshain Namenspatron Julius Pintsch

1878 wurde an Julius Pintsch der Ehrentitel eines Königlich-Preußischen Kommerzienrats verliehen.
Darüber hinaus war Julius Pintsch Namensgeber für die Pintschstraße in Berlin-Friedrichshain sowie für den Julius-Pintsch-Ring in Fürstenwalde.

### Denkmal
Im niederschlesischen Bad Flinsberg im Isergebirge errichteten Pintschs Freunde einen Findling mit dem Reliefbild des Unternehmers.